# Vachtang III van Georgië
Vachtang III (Georgisch: ვახტანგ III; 1276 - 1308) uit het huis Bagrationi was koning van Georgië van 1302 tot 1308.
Hij werd benoemd tot koning door de heerser van het Il-kanaat omdat zijn broer David VIII rebelleerde tegen het Mongoolse bewind. Hij heerste enkel over Tbilisi en kleine stukken van het oostelijke koninkrijk.

## Huwelijk en kinderen
Hij trouwde met Ripsime
- Demetrius
- George